# Okurikang
Okurikang (ou Okulikang, Okalikan) est une localité du Cameroun située dans la Région du Sud-Ouest et le département de la Manyu. Elle est rattachée administrativement à la commune d'Eyumodjock et au canton d'Inokun.

## Géographie
Cette ville est proche du lac Ejagham

## Population
La localité comptait 40 habitants en 1953, 67 en 1967, principalement Ejagham.
Lors du recensement de 2005 on y a dénombré 123 personnes.